# ABC (Stati Uniti d'America)
ABC, acronimo di American Broadcasting Company, è un'emittente televisiva statunitense. Creata nel 1943 da una stazione radio della NBC, dal 1995 è controllata dalla Walt Disney Company ed è parte di Disney General Entertainment Content. I primi programmi furono lanciati nel 1948.
Il quartier generale si trova nel Lincoln Center nel quartiere residenziale dell'Upper West Side a Manhattan, mentre gli uffici della programmazione si trovano a Burbank, in California, accanto ai Walt Disney Studios e alla sede della Walt Disney Company. Il suo nome formale è American Broadcasting Companies, Inc., e ciò appare su tutti i documenti di proprietà. A volte ci si riferisce alla ABC con il nome di "The Alphabet Network" (Rete dell'alfabeto), dato che corrisponde alle prime tre lettere dell'alfabeto latino.
ABC ha riportato ascolti molto alti soprattutto grazie alle sue serie TV di maggior successo: Scrubs - Medici ai primi ferri, Lost, Desperate Housewives, Grey's Anatomy, C'era una volta e Modern Family.

## Storia

### Radio
Dall'organizzazione delle prime stazioni radiofoniche negli anni venti, il mercato radiofonico statunitense era dominato dalla CBS e dalla NBC. Poco prima della formazione della NBC nel 1926, la RCA aveva acquistato due stazioni di New York: la WJZ (nel 1923) e la WEAF (nel 1926). Tutto ciò determinò che fino agli anni trenta negli Stati Uniti ci fossero due network radiofonici diversi della NBC: il Red Network e il Blue Network. Si dice che la scelta dei colori derivasse dalle leve utilizzate dagli affiliati della WEAF (leve rosse) e la WJZ (leve blu).
Nel 1940, dopo anni di studio, la Federal Communications Commission approvò un documento - il Report on Chain Broadcasting. Dopo aver scoperto che le due reti NBC, la CBS e la MBS dominavano la teletrasmissione statunitense, questo documento propose un vero e proprio "divorzio", pretendendo la vendita da parte della RCA del Red Network o del Blue Network. Il Red Network era la maggiore rete radiofonica statunitense, che si occupava dei programmi musicali e dell'intrattenimento. Tra le altre cose, la FCC affermava che la RCA utilizzasse il Blue Network della NBC per eliminare la concorrenza con il Red Network. Non avendo alcun vero potere sulle reti stesse, la FCC affermò che "non si può rilasciare una licenza a una stazione radio affiliata a una rete che possiede a sua volta altre reti". In ogni caso, la RCA cedette una delle sue reti e decise di separarsi dal Blue Network.
Il compito di cedere il Blue Network fu affidato a Mark Woods; tra il 1942 e il 1943, il Red Network e il Blue Network divisero definitivamente le loro risorse. La RCA trovò un acquirente per il network nella persona di Edward Noble, proprietario della catena di dolciumi Life Savers e del drugstore Rexall. Per completare la transazione, Noble dovette cedere la WMCA, cessione che doveva essere approvata dalla FCC. La commissione, dopo essersi raccomandata con Noble, il presidente della nuova società, e con Woods, il suo direttore, autorizzò la transazione il 12 ottobre 1943. Il "nuovo" Blue Network appartenne all'American Broadcasting System, creata per l'accordo da Noble.
A partire dal 1944 il network di Noble venne chiamato ABC (American Broadcasting Company), fatto che scatenò una raffica di tentativi di rinominare la rete. Tutto ciò comportò il cambio di nome di alcune stazioni della CBS: ad esempio WABC-AM 880 divenne WCBS (AM) WCBS-AM nel 1946 e nel 1953, mentre WJZ cambiò il nome in WABC AM.
L'ABC Radio iniziò a svilupparsi lentamente; si costruì via via la propria audience con pochi programmi di rilievo. Noble pagò per acquisire maggiori stazioni, tra queste la WXYZ di Detroit e la KECA (l'attuale KABC) di Los Angeles, per dare a quest'ultima stazione una produzione di base. I programmi di intrattenimento diventarono una specialità per l'ABC come, ad esempio, il gioco a premi Stop the Music!. ABC era l'unico network statunitense a preregistrare molti programmi; i progressi nella registrazione importati dalla Germania avevano fatto in modo che la qualità dell'audio non potesse essere distinta dalle teletrasmissioni in diretta. Di conseguenza, molte persone celebri dello spettacolo, che volevano liberarsi dagli schemi rigidi precedenti, tra cui Bing Crosby, passarono all'ABC.

### Televisione
L'ABC è presente in televisione dal 19 aprile 1948, quando fu aperto il canale WPVI-TV al numero 6 di Filadelfia. Più tardi si aggiunsero: il canale WMAR-TV n. 2 di Baltimora, WJLA-TV n. 7 di Washington e WABC-TV n. 7 di New York.

#### Anni cinquanta: la fusione con la Paramount
All'inizio degli anni cinquanta, la United Paramount Theatres (UPT) ricomprò l'ABC. La FCC condusse una serie di audizioni per assicurarsi che la Paramount si fosse disimpegnata dalla UPT e che non infrangesse le leggi antitrust. Nel 1954 l'ABC finanziò una parte del progetto di Disneyland e lanciò l'omonimo programma televisivo. Il contributo di 500000 $ in investimenti era una garanzia di 4,5 milioni di dollari supplementari in prestiti, rappresentando un terzo del budget del parco. Il giorno d'apertura del parco (17 luglio 1955) andò in onda il relativo speciale in diretta. La collaborazione con la Disney terminò nel 1961, dopo il riacquisto da parte della società dell'investimento dell'ABC nel parco di Disneyland per 7,5 milioni di dollari.

#### Anni sessanta
Durante gli anni sessanta il network riscosse un vero e proprio successo. Dopo la fusione con la Paramount, l'ABC riuscì ad avere la propria rete televisiva. Nel 1962 nacque l'ABC Films, nuova società per il sindacato e la produzione di trasmissioni televisive, e venne creato un nuovo logo disegnato da Paul Rand.
Nel 1965 la televisione a colori acquisì notevole rilevanza. Per rimanere in corsa, l'ABC dovette fare appello a più affiliati, poiché continuava a piazzarsi terza nei sondaggi. In ogni caso ebbe sempre bisogno di fondi per ingrandirsi; così il presidente dell'ABC, Leonard Goldenson, si mise in affari con le grandi società di questi anni, come la General Electric.
Verso la fine del 1965, l'ABC e la ITT Corporation si accordarono per una fusione. Questa fusione fu un vero successo, nonostante i dubbi del dipartimento americano della giustizia a proposito dell'integrità giornalistica dell'ABC, che poteva essere influenzata dai possedimenti esteri della ITT. Nonostante quest'ultima promettesse di lasciare un'autonomia di edizione alla ABC, l'amministrazione americana non era soddisfatta e annullò la fusione il 1º gennaio 1968.
Nonostante tutto, con l'arrivo ad Hollywood delle serie televisive, l'ABC iniziò a catturare un pubblico più giovane. La maggior parte delle serie di questi anni diventarono dei veri e propri classici: ad esempio The Addams Family (La famiglia Addams), Batman e The Flintstones (Gli antenati). Inoltre il produttore Roone Arledge conferì maggior fortuna al network, rinnovando la programmazione sportiva. Fu il primo ad utilizzare tecniche innovative sulle partite di football NCAA: infatti, aggiunse nuove angolazioni e modificò la panoramica per renderla più "nel gioco". Fu il creatore di Monday Night Football e di Wide World of Sports. Arledge contribuì enormemente a trasformare lo sport in un'industria multimilionaria.
L'ABC iniziò a mandare le prime news con telegiornali indipendenti e le prime dirette sportive a partire dal 1967. Il telegiornale aveva quattro edizioni al giorno in onda con i seguenti orari: la prima edizione andava in onda alle 7.00am (ET), la seconda alle 10.00am (ET), la terza alle 3.00pm (ET) e l'ultima alle 8.30pm (ET).

#### Anni settanta e anni ottanta
Durante gli anni settanta e l'inizio degli anni ottanta l'ABC dominava la televisione statunitense. All'inizio degli anni settanta produceva numerose serie, come ad esempio Starsky & Hutch e Roots (Radici), quest'ultima ispirata al romanzo omonimo di Alex Haley; grazie al successo di questa serie, che si unisce a quello di Happy Days, l'ABC divenne (per la prima volta) il primo network statunitense per ascolti. Nel 1982 nacque una nuova società di produzioni televisive per le sue trasmissioni: l'ABC Entertainment. Nel 1985 terminarono la lunga serie Love Boat, così come Happy Days che era terminata l'anno precedente, e Three's Company (Tre cuori in affitto). Era la NBC che ritornava in testa ai network televisivi statunitensi. Per ostacolare la rivale, l'ABC decise di concentrarsi sulle commedie come Roseanne (Pappa e ciccia), Who's the Boss? (Casalingo Superpiù), Step by Step (Una bionda per papà), Perfect Strangers e il seguito Family Matters (rispettivamente Balki e Larry - Due perfetti americani e 8 sotto un tetto). Nel 1986, l'ABC si fuse con la Capital Cities Communications, un gruppo di stampa, e fu ribattezzata con il nome di Capital Cities/ABC.

#### Anni novanta: l'acquisizione da parte della Disney
Negli anni Novanta la Walt Disney Company e la Capital Cities/ABC annunciarono la loro intenzione di fondersi per l'ammontare di 19 miliardi di dollari · . Nello stesso periodo gli azionisti della Disney approvarono la fusione in un congresso speciale a New York.
Nel 1995 la Disney concluse il suo riacquisto della Capital Cities/ABC e rinominò la sua nuova filiale ABC Inc. Con questo riacquisto la Disney assunse il controllo di 10 canali televisivi (9 VHF e 1 UHF), 21 stazioni radio (11 AM e 10 FM), l'80 % dell'ESPN, delle percentuali di History Channel, A&E Television Networks e il Lifetime Entertainment, oltre ad un'agenzia stampa di 85 giornali, 18 guide d'acquisto, 2 riviste di consumatori, 21 settimanali e 7 quotidiani. La Disney e l'ABC hanno un legame dagli anni Cinquanta con The Wonderful World of Disney.
Il riavvicinamento tra la Disney e l'ABC consentì una perfetta sintonia di gruppo, una delle condizioni dell'epoca, insieme ad altre: ad esempio, alcune attrazioni ABC nei parchi Disney e più programmi Disney sulla ABC. Negli anni Novanta, l'ABC e la Disney produssero serie come, ad esempio, Quell'uragano di papà (Home Improvement). Gli spettatori venivano attratti soprattutto da Sports Nights.
Nel 1999, dopo la creazione dell'ABC Entertainment Television Group, che raggruppava i Walt Disney Television Studios, la Buena Vista Television Productions e la ABC's Primetime Division, e grazie all'inaspettato successo di Who Wants to Be a Millionaire?, l'ABC era il primo network a passare dal terzo al primo posto nei sondaggi sull'audience in una sola stagione. L'effetto Millionaire si esaurì nel 2002; a fare audience furono serie come The Practice - Professione avvocati, Tutto in famiglia, NYPD - New York Police Department e Wonderful World of Disney.

#### Dal 2000
Nel 2001 la Disney acquistò nuovamente Fox Family e lo integrò al gruppo dell'ABC con un nuovo nome: ABC Family per 5,3 miliardi di dollari. Nel 2004 l'ABC perdette 10 punti di ascolto in confronto all'anno precedente e si ritrovò al quarto posto sul mercato. Nella stagione 2004-2005 l'ABC visse un inaspettato successo grazie a delle nuove serie come Desperate Housewives, Lost e Grey's Anatomy, che la fecero salire al secondo posto dei network statunitensi più seguiti, davanti alla NBC e dietro alla CBS.
Nel 2007 la Touchstone Television, divisione televisiva della Touchstone Pictures, divenne ABC Studios. L'anno seguente la Disney annuncia la fusione dell'ABC Entertainment e degli ABC Studios in uno stesso gruppo. Il 6 luglio 2009 il sito Hulu diffose per la prima volta una produzione ABC, un episodio di Grey's Anatomy a seguito di un accordo dell'aprile 2009 comprendente una partecipazione da parte della Disney del 27% del capitale. Il 22 dicembre 2009, la Disney-ABC Television Group annunciò una collaborazione con la Apple sulla televisione a pagamento su iTunes, con contenuti provenienti da Disney Channel e dall'ABC.
Il 17 febbraio 2010, Geri Wang divenne responsabile delle vendite dell'ABC Television Network, mentre la settimana successiva David Westin, presidente dell'ABC News annunciò una ristrutturazione del servizio giornalistico dell'ABC, cosa che comprendeva anche una possibile soppressione da 200 a 300 posti di lavoro.
Il 2 marzo l'ABC e l'operatore Cablevisión sembrarono non raggiungere un accordo sui diritti di distribuzione dell'ABC nella zona urbana di New York e l'ABC minacciò di tagliare il canale proprio prima della cerimonia degli Oscar. Sabato 6 marzo, la Disney Media Networks blocca i programmi della Cablevision. La sera del 7 marzo, la Disney ricollegò i programmi, permettendo ai telespettatori di assistere se non altro alla repliche della consegna degli Oscar. Il giorno dopo la Disney annunciò che non è stato ancora raggiunto nessun accordo finanziario ma che i negoziati erano ricominciati.
Il 10 marzo, durante la riunione degli azionisti della Disney, Robert Iger espose diverse soluzioni per risolvere i problemi di alcune filiali della ABC Inc, tra cui l'ABC News, ad esempio con la creazione di uno spin-off.

## Altre versioni

### ABC HD
L'ABC ha cominciato a trasmettere in alta definizione a partire dal 2004, con la fortunata serie televisiva Lost.

### ABC1
Lanciato il 27 settembre 2004, era un canale britannico visibile su Freeview (digitale terrestre), Sky Digital (satellite) e Virgin Media (cavo). Fu il primo utilizzo del logo ABC al di fuori degli Stati Uniti. Il suo palinsesto era formato da programmi del presente e del passato prodotti dalla ABC. Il canale fu chiuso il 26 settembre 2007.

## Palinsesto

### News
- Good Morning America (dal 1975)
- ABC World News Tonight (dal 1953)
- 20/20 (dal 1978)
- Nightline (dal 1980)
- This Week (dal 1981)
- America This Morning (dal 1982)
- Primetime (1989-2012)
- World News Now (dal 1992)
- What Would You Do? (dal 2008)
- People's List (dal 2016)

### Drama
- Nypd Blue (1993-2005)
- Murder One  (1995-1997)
- Lost (2004-2010)
- Boston Legal (2004-2008)
- Life on Mars (2008-2009)
- Castle (2009-2016) (poi trasferito sulla TV via cavo TNT)
- Criminal Minds (2005-in corso) (poi fusosi con il network CBS poi trasferito sulla TV via cavo TNT)
- Desperate Housewives (2004-2012)
- Grey's Anatomy (2005-in corso) (poi trasferito sulla Canadian Television Network)
- Rookie Blue (2010-2015, Trasferito sulla Canadian Television Network)
- Commander in Chief (2005-2006)
- Brothers & Sisters (2006-2011)
- Men in Trees - Segnali d'amore (2006-2008)
- Ugly Betty (2006-2010)
- A proposito di Brian (2006-2007)
- October Road (2007-2008)
- Dirty Sexy Money (2007-2009)
- Private Practice (2007-2013)
- Pushing Daisies (2007-2009)
- Women's Murder Club (2007-2008)
- Eli Stone (2008-2009)
- Raising in the Bar (2008-2009)
- Cashmere Mafia (2008)
- Alias (2001-2006)
- FlashForward (2009-2010)
- The Forgotten (2009-2010)
- V (2009-2011)
- Body of Proof (2011-2013)
- Revenge (2011-2015)
- Pan Am (2011)
- Charlie's Angels (2011)
- The River (2012)
- C'era una volta (2011-2018)
- Amiche nemiche (2012)
- Missing (2012)
- Mistresses - Amanti (2013-2016)
- In Justice (2005-2006)
- Scandal (2012-2018)
- 666 Park Avenue (2012-2013)
- Zero Hour (2013)
- Red Widow (2013)
- Agents of S.H.I.E.L.D. (2013-2020)
- Le regole del delitto perfetto (2014-2020)
- Forever (2014-2015)
- American Crime (2015-2017)
- The Whispers (2015)
- Quantico (2015-2018)
- Secrets and Lies (2015-2016)
- The Family (2016)
- The Catch (2016-2017)
- Notorious (2016)
- Designated Survivor (2016-2018)
- Conviction (2016-2017)
- Time After Time (2017)
- When We Rise (2017)
- The Good Doctor (2017-2024 ,Trasferito sulla Canadian Television Network)
- Station 19 (2018-2024)
- For the People (2018-2019)
- The Crossing (2018)
- Grand Hotel (2019)
- Stumptown (2019-2020)
- The Rookie (2018-in produzione)
- The Rookie: Feds (2022-2023)
- 9-1-1 (dal 2024 - in corso , proveniente da Fox)
- Doctor Odyssey (2024-2025)
- 9-1-1: Nashville ( 2025 - in corso)

### Sitcom
- Tutto in famiglia (2001-2005)
- La vita secondo Jim (2001-2009)
- Carpoolers (2007-2008)
- Modern Family (2009-2020)
- Samantha chi? (2007-2009)
- Better Off Ted - Scientificamente pazzi (2009-2010)
- Scrubs - Medici ai primi ferri (2001-2010)
- The Middle (2009-2018)
- Suburgatory (2011-2014)
- Happy Endings (2011-2013)
- L'uomo di casa (2011-2017) (st. 1-6) (trasferito sul network Fox)
- The Goldbergs (2013-2023)
- Black-ish (2014-2022)
- Fresh Off the Boat (2015-2020)
- Dr. Ken (2015-2016)
- The Real O'Neals (2016-2017)
- Uncle Buck (2016)
- Speechless (2016-2019)
- American Housewife (2016-2021)
- Imaginary Mary (2017)
- Splitting Up Together (2018-2019)
- La vita segreta di una teenager americana (2008-2013)
- Quell’uragano di figlia  (2025 - in corso)

### Reality
- America's Funniest Home Videos (dal 1990)
- American Inventor (dal 2006)
- The Bachelor (dal 2002)
- Dance War (dal 2008)
- Dancing with the Stars (dal 2005)
- Extreme Makeover: Home Edition (2003-2012)
- Oprah's Big Give (2008)
- The Next Best Thing (2007)
- Supertata (2005-2011)
- Wife Swap (2004-2013)

### Game Show
- National Bingo Night (dal 2007)
- Set for Life (2007)
- Duel (dal 2007)
- Wanna Bet! (2008)
- Celebrity Family Feud (dal 2015)
- To Tell the Truth (dal 2016)
- The $100,000 Pyramid (dal 2016)
- Match Game (dal 2016)
- Big Fan (dal 2017)

### Online Original
- Voicemail (dal 2007)

### Late Night/Variety
- Jimmy Kimmel Live (dal 2003)

### Talk Show
- The View (dal 1997)
- The Chew (dal 2011)
- The Revolution (2012)

### Soap Opera
- General Hospital (dal 1963)
- La valle dei pini (1970-2011)
- The Best of Everything (1970)
- The City (1995-1997)
- Confidential for Women (1966)
- Dark Shadows (1966-1971)
- Ai confini della notte (1975-1984)
- A Flame in the Wind (1964-1966)
- Quando si ama (1983-1995)
- Never Too Young (1965-1966)
- The Nurses (1965-1967)
- Una vita da vivere (1968-2012)
- Port Charles (1997-2003)
- Road to Reality (1960-1961)
- I Ryan Ryan's Hope (1975-1989)
- A Flame in the Wind/A Time for Us (1964-1966)
- A World Apart (1970-1971)
- The Young Marrieds (1964-1966)

### Sport
Tutti gli eventi sportivi trasmessi dalla ABC vanno in onda con il nome ESPN on ABC
- ABC Saturday Night College Football
- The NBA on ABC
- Rose Bowl Game
- Atlantic Coast Conference, Big East Conference, Big Ten, Big 12 e Pac 10 football e pallacanestro
- The British Open
- Indy 500 e IndyCar (1999-2018)
- Belmont Stakes (1986-2000, 2006-in corso)
- NASCAR on ABC/ESPN (1976-1979, 1989-2000, dal 2007)
- Women's National Basketball Association
- Major League Soccer
- Arena Football League

### Nuove produzioni

#### Drama
- A Million Little Things (2018[16])
- The Fix (2019[17])
- Grand Hotel (2019[18])
- The Rookie (dal 2018[19])
- Take Two (2018[20])
- Whiskey Cavalier (2019[18])

#### Sitcom
- The Kids Are Alright (2018[21])
- Schooled (2019[22])
- Single Parents (2018[23])

#### Reality
- Dancing with the Stars: Juniors (2018[24])
- The Proposal (18 giugno 2018)

## Programmi sportivi
- College football (dal 1961)
  - National Collegiate Athletic Association
  - Atlantic Coast Conference, Big East Conference, Big Ten Conference, Big 12 Conference e Pac-10 Conference
  - Rose Bowl (dal 1989), Capital One Bowl
  - ABC Saturday Night College Football (dal 2006)
- College Basketball
  - Atlantic Coast Conference, Big East Conference, Big 12 Conference, Pac-10 Conference e Southeastern Conference
- Little League World Series (dal 1963)
- Automobilismo
  - Champ Car World Series (1983-2001, dal 2007)
  - IndyCar Series (dal 1966)
    - Indianapolis 500 (dal 1965)

  - NASCAR (1961, 1971, 1975-1976, 1979-1982, 1984-2000, dal 2007)
- FIFA World Cup 1994, 1998, 2002, 2006, 2010, 2014
- Major League Soccer (dal 1996)
- X Games (dal 1997)
- NBA on ABC (1965-1973; dal 2002)
- Women's National Basketball Association (dal 2002)
- Belmont Stakes (1986-2000, dal 2006)
- Arena Football League (1998-2002, dal 2007)
- The Open Championship, Women's British Open e Senior British Open (golf) (2009)
- Scripps National Spelling Bee (dal 2006)

### Programmi Importanti
- Monday Night Football (1970-2005)
  - Super Bowl XIX, XXII, XXV, XXIX, XXXIV, XXXVII, e XL
  - Wildcard Saturday NFL Playoff Games (1990-2005)
  - Thursday Night - NFL Kickoff Game (2003-2005)
  - Pro Bowl (1975-1987, 1995-2003)
- College Football: Sugar Bowl (1954-1958; 1971-2006), Orange Bowl (1999-2006), Fiesta Bowl (1999-2006)
- ABC Game of the Week (1953-1954, 1960-1965)
- Monday Night Baseball (1976-1988)
  - 1977, 1979, 1981, 1983, 1985, 1987 e 1989
- The NHL on ABC (1992-1994, 1999-2004)
- Baseball Night in America (1994-1995)
  - 1995 World Series (Games 1-4-5)
- Formula 1 (2001-2002)
- Winter Olympic Games (1964, 1968, 1976, 1980, 1984, 1988)
- Summer Olympic Games (1968, 1972, 1976, 1984)
- U.S. Open (anni Sessanta-1994)
- American Football League (1960-1964)
- PGA Championship (fino al 1990)
- LPGA - Kraft Nabisco Championship (1991-2005)
- PGA Tour (golf) (1978, 1999-2006)
- Wide World of Sports (1961-1996; 1996-2006)
- Pro Bowlers Tour (1962-1997)
- North American Soccer League (1979-1981)
- Kentucky Derby (1975-2000)
- Preakness Stakes (1977-2000)
- World League of American Football (1991-1992, come ABC's World League)
- Army-Navy Game (1992-1995)

## Loghi

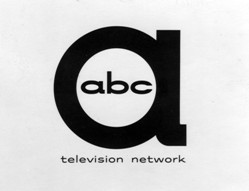
1956-1962
1962-1988
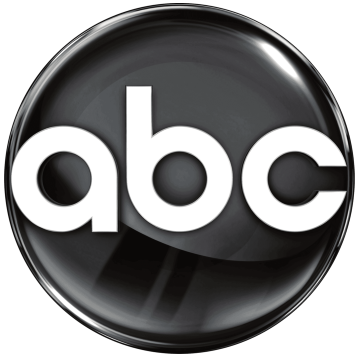
2007-2013
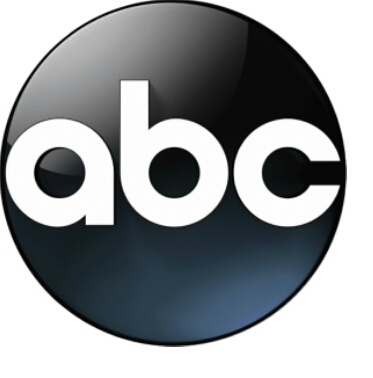
2013-2021
In uso dal 2021